# Opomyza petrei
Opomyza petrei – gatunek muchówki z podrzędu krótkoczułkich i rodziny niżnicowatych.
Muchówka o ciele długości 3–4 mm. Głowę ma żółtą z biało opylonymi: twarzą, policzkami, potylicą i czułkami. Czułki mają brunatnoczarny biczyk, półtora raza dłuższy od ich pozostałej części. Tułów jest żółty z kilkoma brunatnymi pręgami, gdzieniegdzie szaro opylony. Odnóża, przezmianki i nasady skrzydeł mają żółtą barwę. Pierwsza komórka radialna skrzydła jest brunatnie przyciemniona na odcinku od ujścia żyłki subkostalnej po wierzchołek skrzydła. Odwłok jest żółty z trzema podłużnymi, ciemnymi pręgami, biegnącymi przez środek i wzdłuż boków tergitów. Przysadki odwłokowe są stosunkowo krótkie, w widoku bocznym kanciasto zagięte, o tępym zakończeniu, wyposażonym w czarne włoski i kolce. Samica ma tępo zakończone pokładełko o prawie symetrycznych połówkach.
Larwy przechodzą rozwój w łodygach traw, głównie z rodzaju tomka, ale notowane były też z mietlicy pospolitej i kłosówki wełnistej. Owady dorosłe obserwuje się w czerwcu i sierpniu.
Gatunek europejski, podawany z Andory, Austrii, Belgii, Bułgarii, Chorwacji, Czech, Danii, Francji, Grecji, Hiszpanii, Holandii, Irlandii, Liechtensteinu, Litwy, Niemiec, Norwegii, Polski, obwodu królewieckiego, Słowacji, Szwecji, Szwajcarii, Ukrainy, Węgier, Wielkiej Brytanii i Włoch.